# Breaking Point (serie televisiva 1963)
Breaking Point  è una serie televisiva statunitense.

## Special Guest Star
Nel corso delle stagioni, sono apparse molte Guest Star, come:
- L'attrice Gena Rowlands, vincitrice del Premio Oscar alla carriera nel 2016
- Robert Redford, attore e regista statunitense.
- Judith Farzant, attrice e doppiatrice francese.